# ハビエル・カラスコ
ハビエル・カラスコ（Javier Carrasco、1997年8月24日 - ）は、スーペル・ラグビー・アメリカス、セルクナムに所属するラグビーユニオン選手。

## プロフィール
- チリ出身[1]。
- ポジションはプロップ(PR)。
- 身長 180cm、体重 118kg
- チリ代表キャップは28（2024年12月現在）でラグビーワールドカップ2023のチリ代表に選ばれた[2]。

## 略歴
2020年、セルクナムに加入。